# Nao Oikawa
Nao Oikawa (及川 奈央) (Hiroshima, Japão, 21 de Abril de 1981), é um atriz japonesa.

## Filmografia

### Filmes
| Ano  | Título original                                              | Título em português | Papel               | Observações |
| 2002 | Kunoichi Ninpoden: Kaen Imbi                                 |                     | Shizuku             |             |
| 2002 | PLAY BALL                                                    |                     | Natsu               |             |
| 2004 | Capone, Roppongi renkin no teio                              |                     | Ryoko Tachibana     |             |
| 2004 | Shura no michi, Kyusyu zenmen senso                          |                     | Yuka                |             |
| 2005 | Maggie's dog Jr.                                             |                     | Maggie              |             |
| 2005 | No pants girls, Movie boxing 2                               |                     | Airi                |             |
| 2006 | Kani Goalkeeper                                              |                     | Nami                |             |
| 2007 | Dekotora no Shu IV,Ai to namida no Oga-hanto                 |                     | Noraneko Nancy      |             |
| 2008 | Engine Sentai Go-Onger: Boom boom! Bang bang! GekijoBang!!   |                     | Kegaleshia          |             |
| 2009 | Engine Sentai Go-Onger vs. Gekiranger                        |                     | Kegaleshia          |             |
| 2009 | Jissha-ban Maicching Machiko Sensei: Muteki no Oppai Banchou |                     | vice-diretor Ishidu |             |
| 2009 | TOGETHER                                                     |                     | uma enfermeira      |             |
| 2010 | Kamen Rider x Kamen Rider W & Decade Movie Taisen 2010       |                     | Bee Woman           |             |
| 2010 | Samurai Sentai Shinkenger vs Go-Onger                        |                     | Kegaleshia          |             |
| 2011 | Kaizoku Sentai Gokaiger The Movie: Soratobu Yuureisen        |                     | Kegaleshia          |             |
| 2012 | Kaizoku Sentai Gokaiger vs. Uchuu Keiji Gyaban: The Movie    |                     | Kegaleshia          |             |
| 2012 | Mighty Lady - The Series                                     |                     | Sister              |             |
| 2013 | WONOGAWA                                                     |                     | Tomura Chinuno      |             |

### Televisão
| Ano  | Título original            | Título em português           | Papel            | Observações                         |
| 2004 | Kaiki Daikazoku            |                               |                  | TV Tokyo                            |
| 2004 | 30 minutes                 |                               | Ayumi            | TV Tokyo episode 2                  |
| 2004 | Negima! Magister Negi Magi | Negi, o professor mágico      | Shizuna Minamoto | TV Tokyo                            |
| 2005 | Deep Love, Host            |                               | Sara             | TV Tokyo                            |
| 2005 | Garo                       | Cavaleiro Dourado Garo        | Kotomi           | TV Tokyo episode 6                  |
| 2005 | Ikari Oyaji                | Pai Parente Bravo             | Assistente       | TV Tokyo episodes 1-171 (2005~2009) |
| 2006 | Jigoku Shoujo              | Menina do Inferno             | Kiriko Matsui    | Nippon TV episode 7                 |
| 2006 | Kaikan Shokunin            |                               | Yukari           | TV Asahi episode 1                  |
| 2007 | Ultraseven X               |                               | Arisa            | TV Tokyo episode 6                  |
| 2008 | Engine Sentai Go-Onger     | Esquadrão Motorizado Go-Onger | Kegaleshia       | TV Asahi                            |
| 2009 | Ryomaden                   |                               | Prostituta       | NHK episode 3                       |
| 2010 | Ucyu inu sakusen           |                               | Monroe           | TV Tokyo episode 4                  |
| 2013 | Garo: Yami o Terasu Mono   |                               | Boara            | TV Tokyo episode 11                 |
| 2013 | Dokushin kizoku            |                               | Kamino Sakurako  | Fuji TV episode 3                   |

### Filmes Adulto
| Data de Lançamento     | Título                             | Companhia    | Observações |
| 30 de Setembro de 2000 | Honeybee's Mischief                | Cosmo Plan   |             |
| 29 de Outubro de 2000  | Indecent Woods                     | Cosmo Plan   |             |
| 22 de Dezembro de 2000 | My StepSister is a Beautiful Nurse | Alice Japan  |             |
| 25 de Maio de 2001     | Bejean 12                          | Momotaro     |             |
| 24 de Outubro de 2001  | I Satisfy Your Wish                | Momotaro     |             |
| 1 de Novembro de 2001  | How to Perfect                     | Wanz Factory |             |
| 30 de Novembro de 2001 | AA.II.                             | Shy Plan     |             |
| 20 de Dezembro de 2001 | Wild Thing IV                      | Momotaro     |             |

### Peça de teatro
| Ano  | Título original                        | Título em português                | Papel                  | Observações                            |
| 2005 | Checkmate                              | Xeque-mate                         |                        |                                        |
| 2006 | Shimurakon                             |                                    |                        | Ken Shimura                            |
| 2007 | Night Mess                             | Bagunça de noite                   | Saki                   |                                        |
| 2010 | Blood Prisoner                         | Prisioneiro de sangue              | Miyabi Jinguji         |                                        |
| 2010 | Angel Heart                            | Coração de anjo                    | Saeko Nogami           |                                        |
| 2011 | 15-0 Fifteen Love                      | Ovo de quinze-Marais               | Syota                  | Hyogen-Sawayaka                        |
| 2011 | Onna no Kimochi                        | Sentimento de Women                | Rina Matsumoto         | Lui-Lui                                |
| 2012 | HOLSTEIN KILLER NEVER DIE!!            | Assassino de Holstein nunca morrem | Ai Sasayaka            | Kaiketsu-Pandars                       |
| 2012 | Ainiku                                 |                                    | Fortune-teller Mitsumi |                                        |
| 2012 | Royal wo Straight de Flush             | Royal Straight Flush               | Mika                   | Hyogen-Sawayaka                        |
| 2012 | Warui Onna                             | Mulheres maus                      | Nanami                 | Lui-Lui                                |
| 2013 | Tokyo kijin club                       |                                    |                        | LIBERUS Produce, Tokyo Guillotine Club |
| 2013 | Tokaido Girls                          |                                    | Kaori Yajima           | Lui-Lui                                |
| 2013 | "Black Jack ni yoroshiku" ni yoroshiku |                                    | Masae Kawamukai        | Infinite Produce                       |
| 2013 | Noroi                                  |                                    | Kekomi Nagi            | Jet Lag Produce                        |
| 2014 | 7EVEN LOVERS                           |                                    | Wizar                  | RAWK                                   |